# Даня Мілохін
Данило В'ячеславович Мілохін (нар. 6 грудня 2001, Оренбург), більш відомий як Даня Мілохін — російський блогер (тіктокер).

## Дитинство та юність
Даня Мілохін народився в Оренбурзі 6 грудня 2001 року. Через те, що батько випивав, його мати з ним розлучилася, і в три роки Даня з його старшим братом Іллею опинилися в дитячому будинку.
У дитячому будинку пробув до 13 років, потім їх з Іллею взяла прийомна сім'я Тюленевих. Спочатку Тюленеві жили за 100 кілометрів від Оренбурга, потім, після того як з'їздили у відпустку в Анапу і їм там сподобалося, вирішили переїхати в Краснодарський край.
На відміну від Іллі, який в дитячому будинку став кандидатом у майстри спорту з шахів (і через бажання продовжувати займатися спортом навіть не хотів дитячий будинок залишати; коли з'явилася можливість переїхати жити в прийомну сім'ю, Дані довелося його умовляти), Даня ні до навчання, ні до спорту інтересу не проявляв. (Примітка: Згідно з інтерв'ю телеканалу «Музика Першого», хокеєм він все ж в дитинстві займався.)
У 13 років спробував алкоголь, крав продукти з супермаркетів.
Після школи слідом за братом пішов у місцеве училище, яке в підсумку так і не закінчив. Як розповідають РИА Новости, жив тоді в гуртожитку або на вулиці, і «був час, коли у нього не було грошей на їжу».
У 16 років підсів на наркотики. (За даними телеканалу «360°», пізніше залежність йому вдалося побороти.)

## Кар'єра
У 2019 році завів сторінку в тікток і почав активно викладати туди відео. На той час він ще жив в Анапі і працював офіціантом, потім вирішив переїхати жити до Москви.
У березні 2020 року заснував тіктокерську команду (так званий тік-ток-хаус, або будинок тіктокерів) під назвою Dream Team House.
Вирішивши спробувати себе в музиці, у розпал карантину випустив пісню «Я вдома». У TikTok трек став дуже популярним, під нього зняли багато тисяч відеороликів. Крім того, 6 травня на YouTube був представлений кліп, який швидко зібрав мільйони переглядів.
У червні була представлена публіці спільна робота Дані з Тіматі і Джиганом, пісня «Хавчик».
У кінці того ж місяця він випустив ще одну сольну пісню, «Я покидьок».
17 вересня вийшов кліп на пісню «Дико тусимо», яку Даня записав разом з Миколою Басковим.
Станом на середину листопада 2020 року у Дані Мілохіна в TikTok понад 9 з половиною мільйонів підписників, в Instagram — більше 2 з половиною мільйонів.

## Дискографія
| Назва                                      | Рік  | Чарти                    | Чарти                            | Чарти                    | Альбом |
| Назва                                      | Рік  | Top Radio & YouTube Hits | Top Radio & YouTube Russian Hits | Top YouTube Russian Hits | Альбом |
| ------------------------------------------ | ---- | ------------------------ | -------------------------------- | ------------------------ | ------ |
| «Я вдома»                                  | 2020 | —                        | —                                | —                        | —      |
| «Хавчик» (спільно з Тіматі і Джиганом)     | 2020 | 23                       | 11                               | 2                        | —      |
| «Покидьок»                                 | 2020 | —                        | —                                | —                        | —      |
| «Потанцюй зі мною»                         | 2020 | —                        | —                                | —                        | —      |
| «Лав»                                      | 2020 | —                        | —                                | —                        | —      |
| «Дико тусимо» (спільно з Миколою Басковим) | 2020 | —                        | —                                | —                        | —      |